# Acuerdo de Cambridge
El Acuerdo de Cambridge fue un acuerdo hecho el 29 de agosto de 1629, entre los accionistas de la Colonia de la Bahía de Massachusetts, en Cambridge, Inglaterra. En virtud de sus términos, un grupo de accionistas, que tenía la intención de emigrar al Nuevo Mundo, acordó condiciones que darían lugar a la compra de acciones de los accionistas restantes que no querían emigrar. El acuerdo condujo directamente a la fundación de Boston, Massachusetts.
El Acuerdo de Cambridge era un acuerdo sobre si la Colonia de la Bahía de Massachusetts estaría bajo control local, en Nueva Inglaterra, o bajo el control de una junta corporativa en Londres. No todos los accionistas de la Compañía estaban realmente interesados en emigrar, aunque fueran puritanos comprensivos. A cambio de garantizar el control local sobre la colonia, los accionistas no emigrantes fueron comprados por los accionistas emigrantes. John Winthrop se convirtió en líder del grupo emigrante como resultado de las negociaciones; fue elegido gobernador de la Compañía y de la colonia en octubre de 1629.
El acuerdo garantizaba que Massachusetts sería una colonia autónoma, que sólo respondería a la Corona inglesa. La Colonia y la Compañía eran ahora, para todos los propósitos, una y la misma. Los puritanos de Winthrop llevaron su propia carta, así como el acuerdo, en su viaje a Nueva Inglaterra en 1630.
12 firmantes:
- Richard Saltonstall.
- Thomas Dudley.
- William Vassall.
- Nich West.
- Isaac Johnson.
- John Humphrey.
- Thomas Sharp.
- Increase Nowell.
- John Winthrop.
- William Pynchon.
- Kellam Browne.
- William Colbron.

## Lectura
- Vea http://teachingamericanhistory.org/library/document/agreement-of-the-massachusetts-bay-company-at-cambridge-england/ Texto del acuerdo.

- Datos: Q5025349